# پورها ۶۳۲

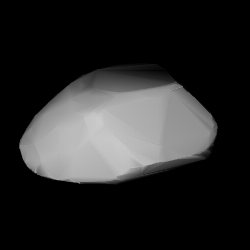
مدل سه‌بُعدی سیارک پورها ۶۳۲ بر طبق منحنی نور آن

سیارک ۶۳۲ (به انگلیسی: 632 Pyrrha، نامگذاری:1907YX) ششصد و سی و دومین سیارک کشف شده‌است که در ۵ آوریل ۱۹۰۷ و در هایدلبرگ کشف شد.
قدر مطلق سیارک برابر ۱۱٫۶۰ است.